# Xiang Yu
Xiang Yu, chiń. upr. 项羽; chiń. trad. 項羽; pinyin Xiàng Yǔ; Wade-Giles Hsiang Yü; imię osobiste Ji, chiń. 籍; pinyin Jí; Wade-Giles Chi (ur. 233 p.n.e. - zm. 202 p.n.e.) – przywódca powstania przeciwko dynastii Qin, a po jej obaleniu główny rywal Liu Banga w walce o władzę w Chinach.
Xiang Yu wywodził się z rodu od pokoleń służącego jako dowódcy królestwa Chu. Jego dziadek zginął w walce z królestwem Qin. Kiedy w 209 p.n.e. wybuchła rebelia Chen Shenga przeciwko dynastii Qin Xiang Yu przyłączył się do niej, walcząc u boku swego wuja, Xiang Lianga. Po śmierci tego ostatniego przejął dowództwo nad armią powstańców i stał się ich najważniejszym przywódcą po pokonaniu wojsk Qin w bitwie pod Julu w 207 p.n.e. Po ostatecznym zwycięstwie nad Qin Xiang Yu utworzył na terenie Chin osiemnaście królestw (Wang, 王), a sam przybrał tytuł Króla Hegemona Zachodniego Chu (Xi Chu Bawang, 西楚霸王), podkreślając tym samym swój status przywódcy powstałej w ten sposób konfederacji. Szybko niektórzy dawni przywódcy rebeliantów, niezadowoleni z dokonanego podziału Chin, wystąpili przeciwko Xiang Yu. Na ich czele stanął Liu Bang, mający oparcie w dawnych rdzennych ziemiach Qin. Mimo szeregu zwycięstw ostatecznie Xiang Yu został pokonany w 202 p.n.e. pod Gaixia przez swojego sprawniejszego politycznie przeciwnika, któremu udało się przeciągnąć na swą stronę wszystkich pozostałych królów. Ostatecznie Xiang Yu popełnił samobójstwo.

## Pochodzenie i walka z Qin
Xiang Ji, bardziej znany pod swoim imieniem publicznym Yu, pochodził z Xiaxiangu (dzis. Suqian) i był wnukiem Xiang Yana, generała królestwa Chu, który zginął w walce z Qin. Według "Zapisków historyka" "Członkowie rodu Xiang z pokolenia na pokolenie byli generałami w służbie króla Chu". "Zapiski" milczą na temat ojca Xiang Yu, umieszczając go od razu pod opieką jego wuja, Xiang Lianga. Po tym jak Xiang Liang zabił urzędnika dynastii Qin uciekł on wraz ze swoim bratankiem do regionu dolnej Jangcy. Kiedy w 209 p.n.e. Chen Sheng wzniecił bunt przeciwko Qin Xiang Liang wraz z Xiang Yu zabili namiestnika (shou, 守) komanderii Kuiji (dzis. Shaoxing) i Xiang Liang sam ogłosił się namiestnikiem, tym samym przyłączając się do powstania. Mimo początkowych sukcesów w 208 p.n.e. Xiang Liang został pokonany i zabity w bitwie pod Dingtao przez generała Qin Zhang Hana.
Po tym wydarzeniu Xiang Yu wraz z podlegającymi mu siłami wycofał się na wschód. W nowo powstałej sytuacji nowo kreowany przez Xiang Lianga król Chu, Huai (209 - 206 p.n.e.), mianował naczelnym dowódcą Song Yi, zaś Xiang Yu "z tytułem księcia Lu, został drugim generałem". Pomiędzy Song Yi a Xiang Yu szybko doszło do różnicy zdań. Podczas gdy ten pierwszy chciał czekać na wynik bitwy pomiędzy Qin a siłami wskrzeszonego królestwa Zhao, ten drugi skłaniał się ku natychmiastowej akcji we współdziałaniu z Zhao. Niezdolny do zaakceptowania zwierzchności Song Yi Xiang Yu zamordował go w jego namiocie w jedenastym miesiącu 207 p.n.e., oskarżając go o bycie nieudolnym dowódcą oraz zdradę. Jego akcja spotkała się z poparciem wszystkich pozostałych generałów, którzy obwołali go Najwyższym Generałem (Shang Jiangjun, 上將軍). Ten tytuł został zatwierdzony przez króla Huaia i Xiang Yu pokonał wojsko Qin w bitwie pod Julu, tym samym "zdecydowanie ustanawiając zarówno siebie jak i królestwo Chu jako głównych protagonistów w walce o zniszczenie Qin". Zgodnie ze słowami "Zapisków historyka" "Po pokonaniu wojska Qinów Xiang Yu wezwał na posłuchanie dowódców wojsk wszystkich panów. Kiedy dowódcy ci przeszli przez bramę jego obozu, nie było wśród nich takiego, który by nie posuwał się na kolanach, a żaden z nich nie śmiał podnieść głowy, by spojrzeć na Xiang Yu. Od tego właśnie momentu Xiang Yu został głównodowodzącym wojskiem wszystkich panów. Wszyscy zaś panowie poddali się jego rozkazom".
Zhang Han, obawiając się coraz większych wpływów Zhao Gao w rządzie Qin, rozpoczął z Xiang Yu rozmowy, lecz w ich trakcie ten ostatni zaatakował i pokonał jego armię. Ostatecznie w siódmym miesiącu 207 p.n.e. Zhang Han przeszedł na stronę Xiang Yu, ten jednak nie ufał jego żołnierzom i ostatecznie rozkazał ich zmasakrować. Liczba ofiar miała sięgać ponad dwieście tysięcy. Xiang Yu zamierzał zaatakować Guanzhong, serce państwa Qin, ale kiedy zmierzał w tym kierunku natknął się na strzegących przełęczy żołnierzy innego dowódcy sił powstańczych, Liu Banga, który jako pierwszy zajął Guanzhong. Zgodnie z poczynionymi wcześniej ustaleniami pierwszy z przywódców rebelii, który zajmie Guanzhong, miał zostać jego królem, i król Huai uznał prawa Liu Banga w tym zakresie. Jednak Xiang Yu za radą swojego doradcy Fan Zenga, który zwrócił mu uwagę na wielkie ambicje Liu Banga, postanowił to zignorować i wkroczył do regionu pod koniec 206 p.n.e., zabijając króla Qin Ziyinga i jego rodzinę, paląc Xianyang i bezczeszcząc mauzoleum Pierwszego Cesarza (221 - 210 p.n.e.). Pod wpływem swojego wuja Xiang Bo Xiang Yu zgodził się jednak przyjąć Liu Banga. Próby zabicia go podczas jego wizyty przez niektórych zwolenników Xiang Yu zostały udaremnione przez Xiang Bo i przemowę Fan Kuaia, tak że ostatecznie Liu Bang otrzymał część dawnych ziem Qin, z centrum w regionie Hanzhong, nad którym miał sprawować władzę jako król Han.

## Walka z Liu Bangiem
W sumie w drugim miesiącu 206 p.n.e. Xiang Yu utworzył na terenie Chin osiemnaście królestw, przy czym on sam obrał za stolicę Pengcheng (w pobliżu dzis. Xuzhou) i przybrał tytuł Króla Hegemona Zachodniego Chu (Xi Chu Bawang, 西楚霸王), podkreślając tym samym swój status przywódcy powstałej w ten sposób konfederacji. By móc przyjąć ten tytuł wcześniej Xiang Yu mianował króla Huai Prawym Cesarzem (Yidi, 義帝), jednak jednocześnie pozbawił jakiejkolwiek realnej władzy wysyłając go do prowincjonalnego miasta i ostatecznie zabił w dziesiątym miesiącu 206 p.n.e. Wkrótce niektórzy dawni dowódcy Xiang Yu, niezadowoleni z dokonanego podziału Chin, wystąpili przeciwko niemu. Tian Rong zlekceważył podział królestwa Qi na trzy części i zjednoczył je pod swoim berłem. Wsparł on także Chen Yu i Peng Yue, niezadowolonych z tego że nie otrzymali królestwa. Chen Yu pokonał Zhang Era, króla Changshanu, i przywrócił królestwo Zhao pod władzą jego dawnego króla, Xie, jednocześnie wykrawając dla siebie królestwo Dai. Liu Bang wykorzystał ten bunt do zaatakowania w piątym miesiącu 206 p.n.e. trzech dawnych dowódców Qin, Zhang Hana, Sima Xina i Dong Yi, którzy panowali teraz w Guanzhongu, i pokonując ich ustanowił własne rządy na tym terenie. Xiang Yu skazał na śmierć Han Chenga, nominowanego przez siebie króla Hann, i mianował na jego miejsce Zheng Changa. Wysłał też wojska przeciwko Peng Yue, ten jednak je pokonał. Zimą 205 p.n.e. Xiang Yu zaatakował Qi i pokonał oraz doprowadził do śmierci Tian Ronga, "traktując jego zwolenników z takim okrucieństwem że ci powstali przeciwko niemu pod przywództwem Tian Henga", młodszego brata Tian Ronga.
Liu Bang próbował wykorzystać obecność Xiang Yu na północy atakując jego stolicę. Xiang Yu pozostawił część swoich sił by zakończyły tłumienie buntu w Qi, z resztą zaś powrócił na południe i w czwartym miesiącu 205 p.n.e. zadał przeciwnikowi druzgocącą klęskę. Liu Bangowi udało się uciec tylko z nielicznymi jeźdźcami, zaś jego rodzina wpadła w ręce Xiang Yu. Niektórzy z dotychczas sprzyjających Liu Bangowi królów opuścili go, lub wręcz przeszli na stronę Xiang Yu. Liu Bangowi jednak szybko udało się odbudować swoją armię, głównie dzięki wysiłkom swojego doradcy Xiao He, który sprawnie zarządzał Guanzhongiem i bezustannie dostarczał nowych rekrutów i zaopatrzenia. Xiang Yu ścigał Liu Banga aż do Yingyangu (w pobliżu dzis. Kaifengu), gdzie jednak został pokonany. W kolejnych walkach dowódca Liu Banga, Han Xin, zdobył ważne terytoria w centralnych Chinach, umożliwiając swojemu władcy zajęcie miasta Xingyang, które leżało w strategicznym punkcie w którym Huang He skręcała na północny wschód w kierunku morza, w pobliżu wielkiego spichlerza Ao. Przez ponad rok wojska Xiang Yu i Liu Banga stały naprzeciwko siebie, lecz w końcu w 204 p.n.e. temu pierwszemu udało się odciąć przeciwnika od dostaw żywności i Liu Bang ponownie uciekł z zacieśniającego się okrążenia tylko z nielicznymi kawalerzystami. Następnie Xiang Yu udało się zdobyć Yingyang, a już w 203 p.n.e. Chenggao (w okolicy dzis. Kaifengu). Liu Bangowi udało się jednak uciec z oblężonego miasta i połączyć się z armią Zhang Era i Han Xina, która wcześniej podbiła królestwo Zhao. Xiang Yu odszedł teraz na wschód, by odeprzeć atakujące królestwo Chu wojska Peng Yue, zaś wykorzystując to Liu Bang odbił Chenggao i zdobył zapasy żywności znajdujące się w spichlerzu Ao. 
Przez kilka miesięcy wojska dwóch oponentów stały naprzeciwko siebie, nie podejmując żadnych działań. Mający kłopoty z zaopatrzeniem Xiang Yu zagroził, że zabije znajdującego się w jego rękach ojca Liu Banga, kiedy ten jednak wezwał go do spełnienia swojej groźby, zrezygnował z tego zamiaru. Xiang Yu w trakcie wojny z Liu Bangiem kontynuował politykę wynagradzania swoich zwolenników lennami "ale nigdy nie zbudował prawdziwej relacji z tymi osobami. Stąd wielu królów, jak Wu Rui, Ying Bu, Zhang Er i Wei Bao, zmieniło strony i walczyło po stronie Liu Banga. Nie był także zdolny do przyciągnięcia kompetentnych generałów, podczas gdy Liu Bang miał w swojej dyspozycji Han Xina i Chen Pinga". W coraz gorszej dla niego sytuacji Xiang Yu zaproponował by spór pomiędzy nim a Liu Bangiem rozstrzygnęła osobista walka pomiędzy nimi, jednak Liu Bang odmówił. Podczas gniewnej wymiany zdań między dwoma oponentami Xiang Yu wyciągnął ukrytą kuszę i zranił Liu Banga strzałą, ten jednak przeżył postrzał. Tymczasem w międzyczasie Han Xin pokonał siły Chu na północy i został mianowany przez Liu Banga królem Qi, zaś Peng Yue przeciął linie komunikacyjne Xiang Yu. Pozostawiając resztę swoich wojsk by nie dopuściła Liu Banga do marszu na wschód od Chenggao Xiang Yu zaatakował Peng Yue, ostatecznie odbijając Waihuang (okolice Kaifengu) i Suiyang (w dzis. Shangqiu). Pod nieobecność Xiang Yu jego wojsko zostało pokonane przez Liu Banga, który zagarnął regalia Chu. Po tym wydarzeniu obie strony rozpoczęły rozmowy i zawarły układ, zgodnie z którym Liu Bang miał rządzić ziemiami na zachód od kanału Hong, a Chu ziemiami na wschód od kanału. W praktyce oznaczało to że władza Xiang Yu została ograniczona do terytorium dawnego królestwa Chu. Ponadto Liu Bangowi zwrócono jego rodzinę.
Liu Bang bardzo szybko zerwał ten układ i w 202 p.n.e. zaatakował Xiang Yu, jednak poniósł klęskę, ponieważ wbrew wcześniejszym uzgodnieniom Han Xin i Peng Yue nie dołączyli do niego ze swoimi wojskami. Dopiero kiedy Liu Bang obiecał poszerzyć terytoria podległe Han Xinowi oraz nadał Peng Yue królestwo Wei, obaj przyłączyli się do niego. Ostatecznie Xiang Yu został oblężony przez siły sprzymierzeńców pod Gaixia (dzis. powiat Lingbi w Suzhou) i podczas nieudanej próby ucieczki zginął śmiercią samobójczą. Liu Bang pochował go zgodnie z rytami właściwymi dla rangi księcia Lu, którą kiedyś Xiang Yu otrzymał od króla Huaia. Niektórzy członkowie rodu Xiang, w tym Xiang Bo, zostali oszczędzeni, a nawet nadano im tytuł markiza (Hou, 酇侯), jednak otrzymali oni nazwisko Liu, tak by po rodzie nie pozostał ślad.